# Доброго ранку, ноче (фільм)
Доброго ранку, ноче (італ. Buongiorno, notte) — італійський фільм 2003 року режисера Марко Беллоккьо. Назва цього художнього фільму взята із поеми Емілі Дікінсон.

## Сюжет
Невелика група членів Червоних бригад орендує квартиру. Вони викрадають Альдо Моро, колишнього прем'єр-міністра Італії і лідера Християнсько-демократичної партії. Моро пише багато листів до політиків, до Павла VI, до своєї родини, та італійський уряд відмовляється вести переговори. Та лише одного члена угрупування, яку зіграла Мая Санса, гризуть сумніви щодо цього плану.
У 1995 році, Беллоккьо уже був режисером документального фільму про Червоні бригади та викрадення Альдо Моро. Фільм мав назву Розбиті мрії (Sogni infranti).
Саундтреком до фільму стала музика Pink Floyd.

## Нагороди
- Європейський кіноприз — Приз Фіпрессі
- Давид ді Донателло — Найкращий актор другого плану (Роберто Херліцка)
- Срібна стрічка — Найкращий актор (Роберто Херліцка)
- Венеційський кінофестиваль — Найкращий фільм, Маленький Золотий лев, та Найвагоміший особистий внесок (Марко Беллоккьо)